# Heinrich VI. (Reuß-Köstritz)

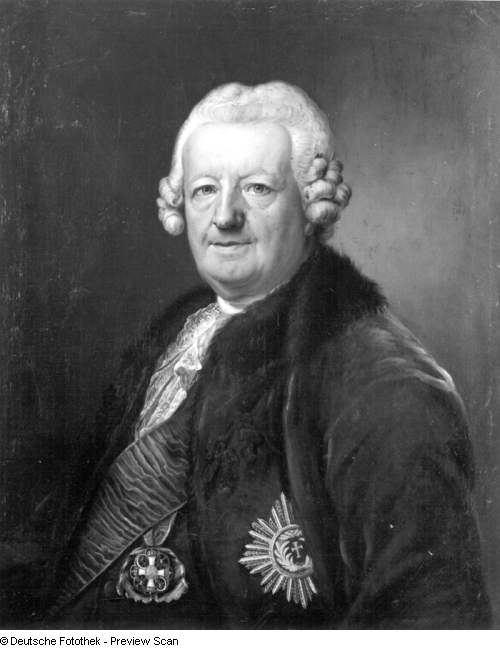
Graf Heinrich VI. Reuß zu Köstritz

Heinrich VI. Reuß, Graf und Herr von Plauen und Köstritz (* 1. Juli 1707 in Dittersbach, Gemeinde Sagan; † 17. Mai 1783 in Köstritz) war ein deutscher Adliger in dänischen und preußischen Diensten. Auf ihn geht der ältere Zweig der Grafen Reuß zu Köstritz zurück.

## Leben
Heinrich VI. war der zweite Sohn von Heinrich XXIV. (Reuß-Köstritz) und seiner Frau Eleonore (1688–1776), geb. Freiin von Promnitz-Dittersbach. Heinrich IX. Reuß zu Köstritz war sein jüngerer Bruder.
Zusammen mit Rochus Friedrich zu Lynar (1708–1781), der mit ihm erzogen worden war, studierte er ab 1726 Rechtswissenschaften an der Universität Jena, wo er 1729 eine Disputation verteidigte, sowie an der Universität Halle. Zum Abschluss seiner Studien unternahm er eine Grand Tour nach Holland, England und Frankreich.
1732 ging er nach Dänemark und fand eine Anstellung an der Deutschen Kanzlei in Kopenhagen. 1742 ernannte ihn König Christian VI. (Dänemark und Norwegen) zum Stiftsamtmann von Kristiansand und Amtmann von Nedenæs (heute Aust-Agder). 1746 wechselte er nach Sorø als Amtmann von Sorø Amt und Oberhofmeister der wiedergegründeten Sorø Akademi. Zur Eröffnungsfeier am 26. Juli 1747 hielt er eine viel beachtete Rede in dänischer Sprache. 1748 wurde das Ringsted Amt in das Amt Sorø eingegliedert. 1754 wurde er Amtmann von Sønderborg Amt.
1765 verließ er Dänemark, vermutlich in Zusammenhang mit den Schwierigkeiten des Moor-Kolonisationsprojekts und der Amtsenthebung seines Schwagers Rochus Friedrich zu Lynar, und trat in preußische Dienste als Staatsminister und Ober-Kammerherr.
Seit dem Tod seines Vaters 1748 war er der zweite Paragiatsherr von Reuß zu Köstritz. Er wurde in der von seinem Vater 1741 angelegten Gruft in der Stadtkirche Hohenleuben beigesetzt.

## Familie und Nachkommen
Heinrich VI. heiratete am 16. Dezember 1746 in Kopenhagen die sehr wohlhabende Henrietta Juana Francisca Susanna Casado y Huguetan, 4. Markgräfin von Monteleón (* 2. Mai 1725 in Den Haag; † 6. Januar 1761 in Sonderburg auf Alsen), Tochter von Antonio Casado y Velasco, 3. Markgraf von Monteleón (1703–1740) und Margaretha Huguetan, Gräfin von Gyldensteen (1702–1766), einer Halbschwester von Jean Henri Huguetan Graf von Gyldensteen. Das Paar hatte 7 Kinder:
- Friederike (1748–1798) ⚭ Johann Christian II. (Solms-Baruth) (1733–1800)
- Eleonore (1749–1749)
- Heinrich XL. (1750–1751)
- Heinrich XLIII. (1752–1814), erbte das Paragium Reuß-Köstritz
- Heinrich XLV. (1753–1768)
- (Kind) (1755)
- Heinrich XLVIII. (1759–1825) ⚭ Christine von Schönburg-Wechselburg (1766–1833)

## Auszeichnungen
- 1739 Kammerherr
- 1740 Dannebrogorden, Ritter
- 1747 Geheimrat
- 1765 Schwarzer Adlerorden
- 12. Januar 1779 Elefanten-Orden (311. Verleihung)[2]

## Werke
- De Iureiurando Per Procuratorem In Caussis Privatis, Imperii R. G. Publicis Et Liberarum Gentium Exercitatio. Jena:  Fickelscherr 1729 (Digitalisat, Bayerische Staatsbibliothek)
- Rede, so bey der Einweyhung der Königl. Ritteracademie zu Soröe den 26 Jul. 1747 gehalten worden / von … Heinrich dem VI. Reuß, Grafen … von Plauen, Herrn zu Greitz, Cranichfeld, Gera, Schleitz und Lobenstein, Sr. Königl. Majest. zu Dänemark, Norwegen [et]c. Geheimen-Rath, Cammer-Herrn, Ober-Hofmeister, und Amtmann über Soroe und Ringsted. [S.l.], 1747 (VD18 10044914)

Digitalisat, Staatsbibliothek Berlin